# 大橋翠石

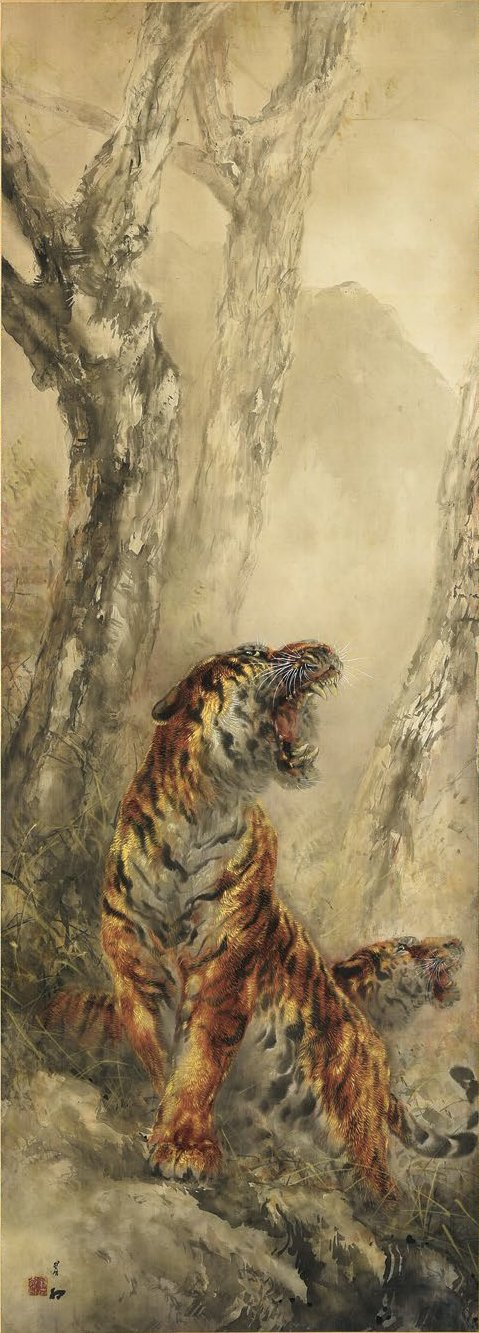
双虎図の1点／絹本著色。軸装、1幅。森の中で咆哮する2頭の虎を描く。

大橋 翠石（おおはし すいせき、慶応元年4月22日〈1865年5月16日〉- 1945年〈昭和20年〉8月31日）は、明治中期から昭和前期にかけて日本で活動した日本画家。虎の絵を多く描き、パリ万国博覧会 (1900年)において日本人で唯一の金牌を受けるなど欧米でも高く評価された。
出身地は美濃国安八郡大垣町内（現・岐阜県大垣市新町2丁目）。本名は 大橋 卯三郎（ - うさぶろう）。通称として宇一郎（ういちろう）を用いた。著名な親族として、大橋万峰こと実兄の大橋鎌三郎（日本画家）と娘婿で弟子の大橋翠邦（大橋翠峰）がいる。

## 概説
世に「虎の翠石」として名高い。特に長い冬毛が美しいアムールトラを多く画題に選び、その描くところの虎は毛の描写の細かさ、威風堂々とした体躯、生きているように鋭い眼光や動きを表現していると評価されている。虎の毛を描くため、刷毛に似た筆を自作するほどのこだわりようであった。翠石の前半生を著した濱田篤三郎によれば、若き日の翠石の手になる虎図を目にしたある人は驚嘆して次のように激賞したという。
緻密な毛書きが施された翠石の虎図は、1900年にフランスで開かれたパリ万国博覧会に出展されて絶賛され、日本人画家として唯一の優等金牌を受賞した。アメリカ合衆国でのセントルイス万国博覧会（1904年）、日英博覧会 (1910年)でも同じく優等金牌を受賞し、国際博覧会において抜きん出た高評価を受けている。セントルイス万博出展時は「パーフェクト・タイガー」と絶賛された。海外出展に先立つ1895年、第四回内国勧業博覧会において『虎図』が銀牌を得るなどして、金子堅太郎（子爵）に注目された。渡米経験が豊富で美術愛好家でもあった金子は翠石の後見人となり、前述の国際博覧会への出展や宮中への献納に尽力した。その結果、盛名を得て、時の天皇・皇后（明治天皇と昭憲皇后）や朝鮮の李王家などにも絵を献上している。1912年（大正元年）には、郷里の岐阜県安八郡大垣町（現・大垣市新町）から兵庫県須磨町西須磨（現・神戸市須磨区西須磨）へ転居し、この地で、従来の日本画とは一線を画した濃密な背景表現に特色を持つ独自の作風「須磨様式」を完成させた。

## 略歴
卯三郎少年は、幕末の慶応元年4月22日（1865年5月16日）、美濃国安八郡大垣町内（幕藩体制下の濃州大垣藩知行大垣町内。のちの岐阜県安八郡大垣北新58番戸、現在の大垣市新町2丁目）で紺屋を営む大橋家に生まれた。祖父は長左衛門（ちょうざえもん）、父は亀三郎（かめさぶろう）といった。母・さとは美濃国多芸郡船附村（幕藩体制下の濃州今尾藩知行船附村。現・岐阜県多芸郡養老町船附）の名士・吉安家の出であった（※吉安家はのちに東京千住〈現在の東京都足立区および荒川区にまたがる旧千住地域〉へ移籍している）。亀三郎・さと夫婦には、長男の鎌三郎（かまさぶろう。のちの画号：万峰）を始め、5歳下の次男・卯三郎（のちの画号：翠石）、長男より7歳下で末っ子の娘・ゑ津（えつ）の2男1女があった。鎌三郎は長じて紺屋を継いだが、卯三郎（翠石）が画家として有名になってからは自らも画家になって大橋万峰と号し、虎図を描いた。ゑ津は1898年（明治31年）に愛知県名古屋市桑名町（現在の中区の錦2丁目・丸の内2丁目の一部地域）の杉山竹次郎に嫁している。
父・亀三郎は家業のかたわら絵を好み、清代中国の画家・胡公寿の門人・朱印然を家に留めて画を学ぶほどであった。この父の影響で卯三郎少年は幼いうちから絵を描くことを好んだ。
15歳の時、地元大垣の南画家・戸田葆堂（とだ ほどう）に就いて画の手ほどきを受けた。そののち、葆堂の師である京都の天野方壺（あまの ほこう）の下で学んだ。しばらく方壷に師事した後、一時大垣に帰郷したが、1886年（明治19年）、母に諭されて東京に出、渡辺小崋門下に入った。
ところが明くる1887年（明治20年）、母が急死し、重ねて年末には師・小崋が旅先で急の病を得て亡くなってしまう。年が改まって1888年（明治21年）、翠石はやむなく大垣に帰郷するしかなくなったが、これを機に独学で写生画派へ転じた。1891年（明治24年）10月28日には郷里に近い岐阜県本巣郡を震央とする巨大地震「濃尾地震」が発生して翠石の家族は被災し、父・亀三郎は家屋の倒壊に巻き込まれて圧死してしまった。
大切な人々を立て続けに亡くした翠石は失意の中にあったが、観音菩薩を描いた色紙を大垣市内の寺社に奉納したという。そして同年中、父の遺骨を納めるため、京都の大谷本廟を訪れた際、四条寺町の商店で円山応挙の虎図の写真を購入すると、精一杯の臨模に励んだ。また、震災の焼け跡で開催されていた虎の見世物興行で本物の虎を目にする機会を得て日々通い、人々の噂に立つほど徹底した写生を積み重ねたという。以来、翠石は虎画の制作を精力的に行うようになり、名にし負う「虎の翠石」がここに誕生した。翠石の手になる虎画の特徴は、実見に裏付けられた高い写実性と、金泥を使って平筆で描く毛描きの緻密さと立体感がもたらすリアリティーにあり、翠石自身も「この毛描き以上の工夫がなければ、翠石の虎画を模しても翠石以上の者はでないであろう」と家人に語ったという。
翠石は動物好きで、猫の絵が見事であったため、知人から虎を描くよう勧められたと伝わる。
1895年（明治28年）4月から京都・岡崎（当時の京都府京都市上京三十四組岡崎町、現在の左京区岡崎地区）で開催された第四回内国勧業博覧会に『虎図』を出展して褒状・銀牌を受賞したことが、「虎の翠石」の最初の名声となる。翠石31歳の年であった。1900年（明治33年）には、パリ万国博覧会で同時開催された美術展覧会に『猛虎図』を出展し、日本人でただ一人、最高賞である金牌に輝いた。その後に参加した国際博覧会でも「虎の翠石」の評価は高く、1904年開催のセントルイス万国博覧会と1910年日英博覧会でも、同時開催された美術展覧会に出展し、金牌を受賞している。
1912年（大正元年）、翠石48歳の年、一家は兵庫県武庫郡須磨町西須磨（旧・西須磨村、現・神戸市須磨区西須磨。現在ある須磨離宮公園の近く）に千坪の邸宅を構えて郷里から移り住む。この移住は、結核の患っていた翠石が結核治療の先進地域として知られていた須磨区須磨で治療を受けるためであったと考えられている。高名な画家・大橋翠石が神戸に移住してくるとあって、武藤山治や松方幸次郎ら阪神間の政財界の人々は後援会を結成し、厚遇をもって迎え入れている。翠石の虎画は神戸でも評判になり、当時「阪神間の資産家で翠石作品を持っていないのは恥」とまでいわれたという。勇猛な虎の画風とは対照的に、翠石ははにかむような静かな人柄であったといわれ、一時の名声に執着することなく恬淡と好きな虎の絵を描き続けた。
翠石の画業の中では、須磨での活動期間が最も長く、この地で制作された作品には背景に遠近感や立体感のある山林や雲などを描く特色あるものが多い。「須磨様式」と称される作風である。 また、虎以外にも獅子、鶴、白孔雀、鹿、狸、狼、猫、兎、金魚、蛍などの動物画も多い。珍しいところでは、白熊やカンガルーの絵も残っている。自宅ではインコやクジャクなどを飼育していた。動物画以外にも観音菩薩の仏画や山水画などの作品もあり、その画域は広い。
老境を迎えた昭和初期には、日本画壇を代表する二大巨匠として名声と最高画価（市場評価額）を長らく誇ってきた竹内栖鳳・横山大観両氏に並ぶ形で、翠石にも最高画価が付けられるようになっていた。それほどの人気を誇った翠石であったが、日本画壇とは交わることなく、文展、帝展、院展といった権威ある国内の展覧会に出展することはなかった。
太平洋戦争下の1943年（昭和18年）、兄・大橋万峰が死去する（おおよそ83歳没）。1945年（昭和20年）3月17日の神戸大空襲の後、4月になって大垣に疎開したものの、実家がある大垣市新町2丁目は街中の一角で疎開の適地ではないことから、郊外の家を借りて臥すこととなった。同年8月15日に終戦を迎えた後、愛知県にある娘の嫁ぎ先へ移るも、8月31日、老衰のため午前4時に亡くなった。81歳没。
弟子には、大橋翠邦（大橋翠峰とも称。本名：大橋研一。翠石の娘婿、もしくは、翠石の長男・英夫の妻の父とされる）のほか、三尾呉石、吉田翠鳳、松井桜塘などがいる。また、佐藤翠渓や高木美石は弟子ではないが、翠石を私淑した。

## 虎の画風の変遷
青年期から初期
南画風の筆法によって、虎の縞で形を作り描いている。毛書きは基本的に白黒で描かれているために全体には薄く白っぽく見える。
中間期
墨で縞を描くのは変わらないが、地肌に黄色と金で毛描きをし、腹の部分は胡粉で白い毛書きをしている。全体には黄色っぽく見える。
晩年期
虎の体躯に赤い彩色を施してから金泥や胡粉で毛描きが加えられており、全体に赤っぽく見える。この当時に描かれたものは「樹間之虎」「月下之虎」「山嶽之虎」など濃密な背景があり、樹木や岩山、笹などの描写は重厚で、洋画に影響を受けたと考えられるものも多い。
最晩年
地肌に赤、金で毛描きがなされ、その量も控えめになる。背景は晩年期より簡素化する。

## 落款
- 翠石（すいせき） - 「作品画像」節に参考画像あり。
- "点石翠石（てんせきすいせき）" - 画号「翠石」の「石」の字の第4画上部に点が付されていることから、そのように通称される。1910年（明治43年）夏まで使用。「作品画像」節に参考画像あり。
- 即現（そくげん） - 須磨時代の別号。観音菩薩像など崇敬の対象となる画題にしばしば用いている。
- 鉄拐山民（てっかいさんみん） - 須磨への移住以降に用いられた。西須磨にある鉄拐山に由来する。
- 石寿（せきじゅ） - 1942年（昭和17年）に喜寿の記念として号したという。

## 画歴
- 1895年（明治28年）
  - 4月 - 31歳の時、京都・岡崎で開催された第四回内国勧業博覧会に『虎図』を出展し、褒状・銀牌を受賞する。
  - 11月 - 京都青年絵画共進会に『猛虎図』を出展し、2等を受賞[4]。
- 1896年（明治29年）5月 - 大阪私立絵画共進会に『月下虎図』を出展して、望月玉泉・山元春挙らと3等銅賞を受賞。
- 1897年（明治30年）5月 - 京都第1回全国絵画共進会に『虎図』を出展して4等を受賞[4]。東京美術協会展に出展し、2等を受賞。
- 1898年（明治31年） - 日本美術画会に出展。東京美術協会展に出展。
- 1899年（明治32年） - 大阪南画展覧会に出展し 2等を受賞。全国絵画共進会に出展し、3等を受賞[4]。愛知全国絵画共進会に出展。
- 1900年（明治33年） - パリ万国博覧会で『猛虎図』が優等金牌を受賞[4][2]。
- 1901年（明治34年） - 作品が宮内庁御用品となる。
- 1903年（明治36年） - 農商務省主催の第五回内国勧業博覧会に『双虎図』を出展し、2等を受賞[4]。
- 1904年（明治37年） - セントルイス万国博覧会に出展し、優等金牌を受賞[4][2]。
- 1905年（明治38年） - 『雪中虎』が海軍連合艦隊司令長官の東郷平八郎から秋山真之に贈られ（10月12日）、日露戦争の日本海海戦で旗艦を務めた戦艦「三笠」に掲げられる[6]。
- 1907年（明治40年） - 東京府勧業博覧会に『猛獅図』を出展し、2等を受賞[4]。
- 1910年（明治43年） - 日英博覧会に出展し、優等金牌を受賞[4][2]。
- 1913年（大正2年） - 宮中に虎図を納入し、350円を下賜される。
- 1918年（大正7年） - 大垣祭（大垣八幡神社の例祭）の山車「軕（やま）」の一つである「菅原軕（すがわらやま）」（郷里・大垣新町の軕）の見送り（やまの背面につられる画面）に最初の虎図を描く。
- 1924年（大正13年） - 菅原軕の見送りに極彩色の虎図『岩上猛虎之図』（早春の崖を下るほぼ原寸大の猛虎）を描く。
- 1925年（大正14年） - 名古屋美術倶楽部で大橋翠石新作画展を開催。
- 1926年（大正15年） - 名古屋松坂屋で大橋翠石絵画展覧会を開催。
- 1927年（昭和2年） - 東京上野日本美術協会で翠石百幅展が開催される。発起人は東郷平八郎、金子堅太郎、団琢磨ら。『白虎之図』を描く。金泥、プラチナ泥を用い、画面上部の朱文方印「天覧余光耀九重」は明治天皇への献上作下図にも押されている。[15]
- 1944年（昭和19年）-母校である大垣の興文小学校第四義校の後身、大垣市立東小学校の講堂を飾るため、『大虎図』を描く。

## 画価
大橋翠石作品の画価（市場評価額）について、『大日本書画評価一覧』の1920年（大正9年）には「金弐百円 大橋翠石」とある。同年における中央画壇の他の画家たちと共に列記すれば、次のようになる。竹内栖鳳 1500円、村上華岳 800円、横山大観・下村観山・川合玉堂・橋本関雪・土田麦僊 300円、小室翠雲 250円、大橋翠石・鏑木清方 200円。
1929年（昭和4年）には、翠石作品の市場評価額は上村松園・荒木十畝・小室翠雲と同額の500円に達し、村上華岳の300円、土田麦僊の250円、川合玉堂・鏑木清方の80円を凌いだ。この時代になると翠石を超えるのは竹内栖鳳の1500円と横山大観の1000円だけであった。
日本絵画協会が1930年（昭和5年）に刊行した『日本古画評価見立便覧』では、翠石は「特別動物大家」名義で枠外の特別扱いで「神戸市兵庫西須磨 金三千円 大橋翠石」と記されている。3000円は東の大観、西の栖鳳と並ぶ画価であり、いかに翠石の画が世の人々に珍重されていたかが知られる。

## 展覧会
- 大橋翠石遺作展：大垣市文化会館、1981年（昭和56年）11月14日～11月23日。
- 大橋翠石展―日本一の虎の画家：田原市博物館、2008年（平成20年）10月4日～11月9日。
- 大橋翠石展―日本一の虎の画家：スイトピアセンター（大垣市室本町）、2008年（平成20年）11月15日～12月14日。
- 明治の金メダリスト 大橋翠石 〜虎を極めた孤高の画家〜：岐阜県美術館、2020年（令和2年）7月23日～9月13日[1]。

## 作品収蔵者
生前に画壇との交流が少なかったこともあり、美術史研究家よりは画商や美術愛好家の間で評価が高い。まとまったコレクションを有する美術館はなく、個人所蔵作品が多い
- 岐阜県美術館（岐阜県岐阜市）
- 大垣市郷土館（岐阜県大垣市丸の内）
- スイトピアセンター（大垣市室本町）
- 田原市博物館（愛知県田原市）
- 名都美術館（愛知県長久手市）
- 飯田市美術博物館（長野県飯田市）
- 石川県七尾美術館（石川県七尾市）
- 足立美術館（島根県安来市）
- 香川県立ミュージアム（香川県高松市）
- 二階堂美術館（大分県速見郡日出町）

## 作品画像

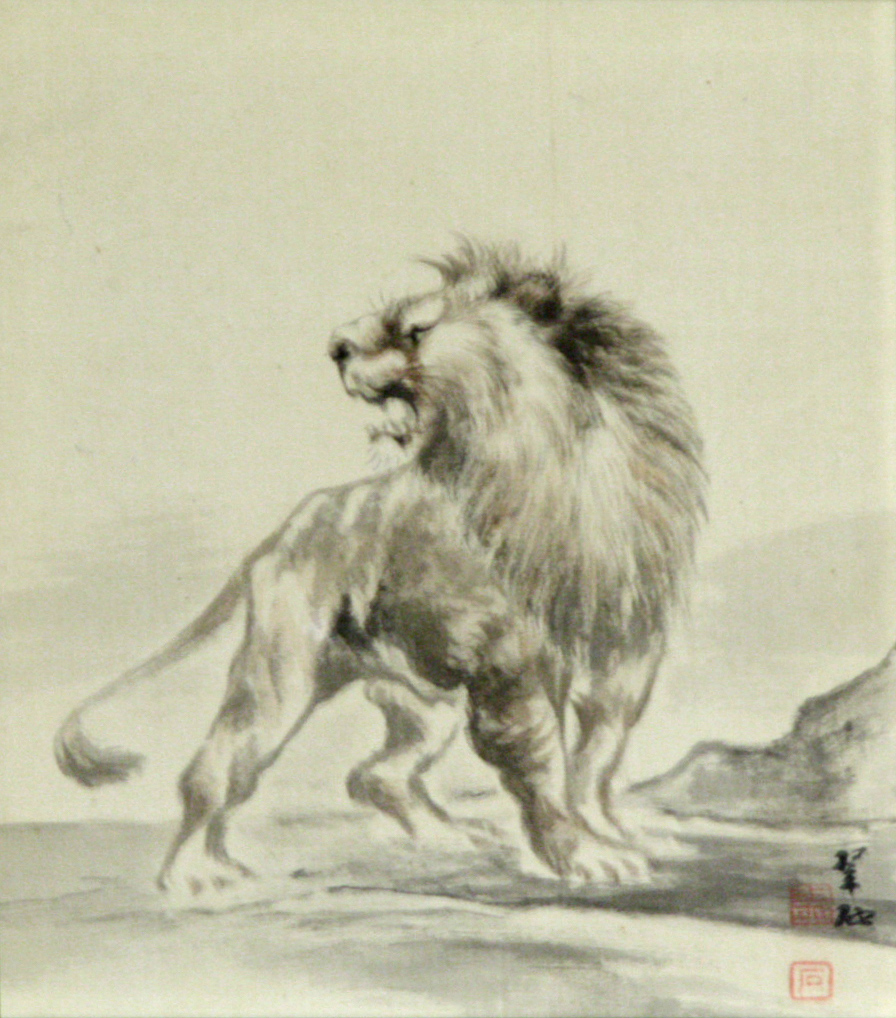
獅子図の1点／咆哮する獅子を描く。款記は"点石翠石"（初期）。
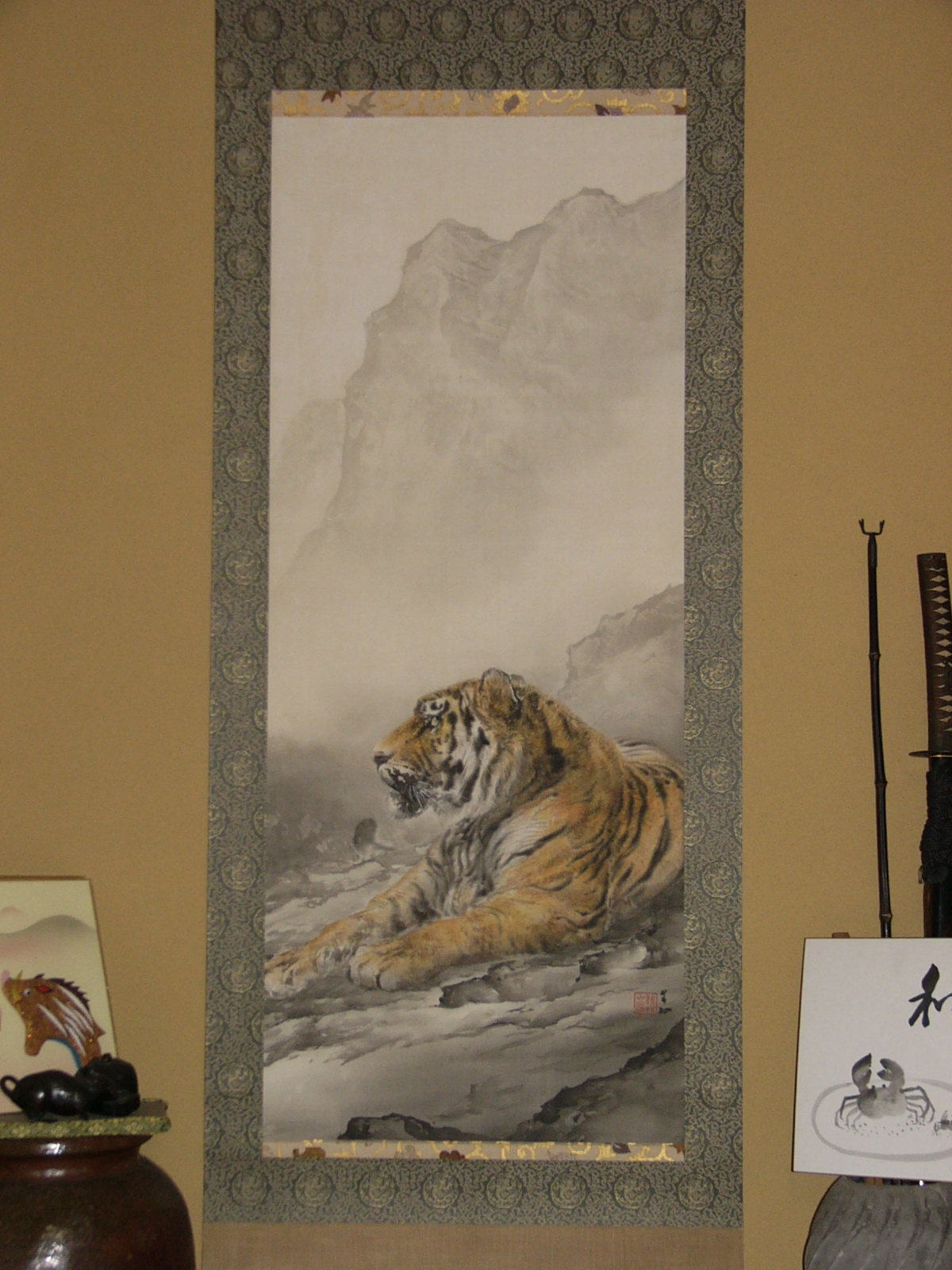
虎図の1点／深山幽谷に横たわる虎を描く。款記は「翠石」（第1期 中期）。